# Метеорологические спутники

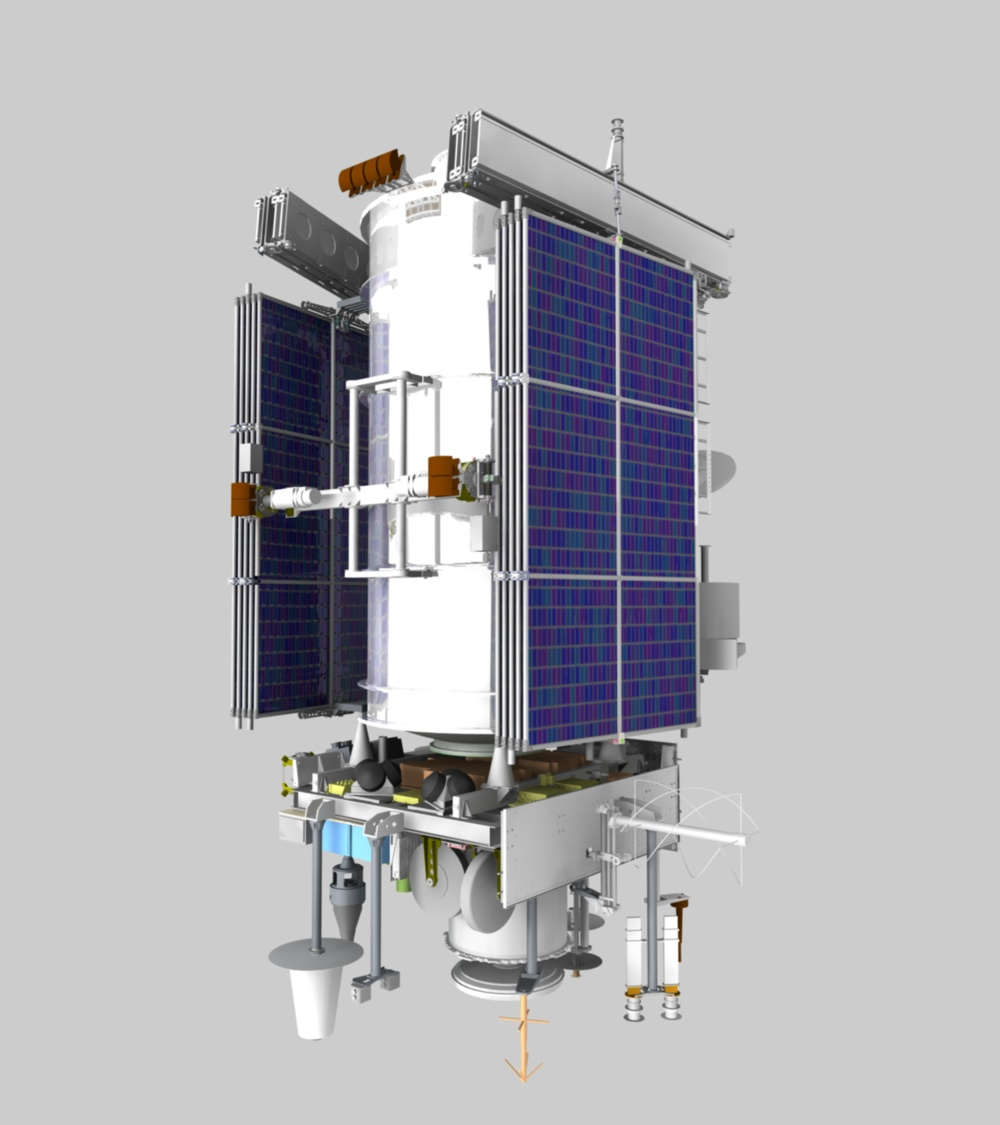
Метеорологический спутник «Метеор-М» № 1(при выведении)

Метеорологический спутник — искусственный спутник Земли, созданный для получения из космоса метеорологических данных о Земле, которые используются для прогноза погоды. Спутники этого типа несут на борту приборы, с помощью которых наблюдают, в частности, за температурой поверхности Земли и облачным, снеговым и ледовым покровом. Методы получения метеоинформации и способы её обработки с помощью метеоспутников изучает спутниковая метеорология.
Метеоспутники вместе со станциями приёма и обработки данных образуют метеорологическую космическую систему. В современной России эксплуатацией метеоспутников занимается организация ФГБУ «НИЦ „Планета“», страны Европы обслуживает организация EUMETSAT.

## История

### Возникновение
Метеорологи почти сразу после запуска первых спутников заинтересовались возможностью наблюдать за атмосферой Земли из космоса. В США уже в апреле 1960 года был запущен аппарат «ТИРОС-1», передавший изображение Земли из космоса, тем самым доказавший пригодность спутников для наблюдения за погодой.

### Метеоспутники в СССР и России

##### СССР
В начале 60-х годов в СССР проводились лётно-конструкторские испытания для отработки и проверки служебных и целевых систем метеоспутников. Работы проводились во ВНИИ Электромеханики. Так на аппаратах «Омега» отрабатывались системы ориентации, стабилизации и энергоснабжения, на спутнике «Космос-122» — комплексом приборов для телевизионных, актинометрических и инфракрасных измерений.
C запуска в 1967 году спутников «Космос-144» и «Космос-156» начала функционировать первая советская метеорологическая спутниковая система «Метеор», используемая много лет в странах СЭВ.
Во ВНИИЭМ продолжались работы по модернизации и созданию новых метеоспутников. С 1974 года создавались КА серии «Метеор-Природа» (модернизация «Метеора»). Одновременно разрабатывался новый КА серии «Метеор-2» на оригинальной спутниковой платформе СП-I. Серийное производство было передано в истринский филиал ВНИИЭМ. В 1982 году Государственная метеорологическая космическая система (ГМКС) «Метеор-2» была принята в эксплуатацию.
На базе спутниковой платформы СП-I были созданы космические системы и комплексы различного назначения:
- ГМКС «Метеор-2» (22 КА, 1975—1995 гг.)
- Космические комплексы для исследования природных ресурсов Земли и оперативного экологического мониторинга «Ресурс-О1» (6 КА, 1980—2000 гг.)
- Космический комплекс «Интеркосмос-Болгария-1300» для геофизических исследований ионосферы, магнитосферы Земли и околоземного космоса (1981—1983 гг.)
- Экспериментальный космический комплекс «Астрофизика» для обнаружения и точного определения координат при земных ядерных взрывах (1978—1979 гг.)

Во второй половине 80-х годов была создана спутниковая платформа второго поколения СП-II («Ресурс-УКП»). На её базе были созданы 4 типа КА:
- Метеорологический и геогелиофизический КА «Метеор-3» (7 КА, 1985—1997 гг.)
- Многоцелевой КА «Ресурс-О1» № 4 (1998 г.)
- Многоцелевой КА «Метеор-3М» (2001 г.)

##### Россия 90-е
В 1994 году был запущен первый в России геостационарный гидрометеорологический КА «Электро»

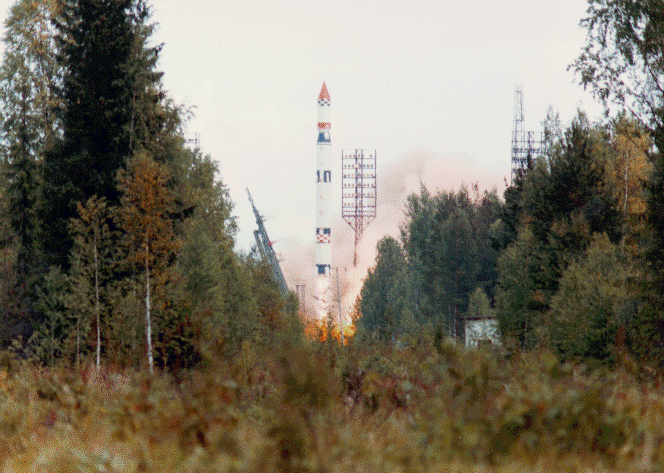
Запуск спутника «Метеор-3»

В 1995 году в России используются два эшелона метеорологических спутников: стационарные и низкоорбитальные. К первой группе относится один аппарат «Электро». В группу низкоорбитальных метеоспутников на тот момент входили «Метеор-2» и «Метеор-3». Также для получения данных о метеообстановке использовался спутник «Ресурс-01», хотя он и не дает такой детальной информации, как «Метеоры».
По состоянию на конец сентября 1995 в российскую низкоорбитальную спутниковую метеосистему входили пять аппаратов: два «Метеора-2» (№ 24 и № 25), два «Метеора-3» (№ 5 и № 7) и один «Ресурс-01» (№ 3).
Метеор-2" № 25 и № 26 давали 30 % метеоинформации. «Метеор-2» № 25 уже превысил свой гарантийный ресурс.
Остальные 60 % метеоинформации приходились на «Метеоры-3» № 5, № 7 и «Ресурс-01» № 3
К марту 2023 в российской орбитальной группировке было 12 метеоспутников 

### Метеоспутники в США

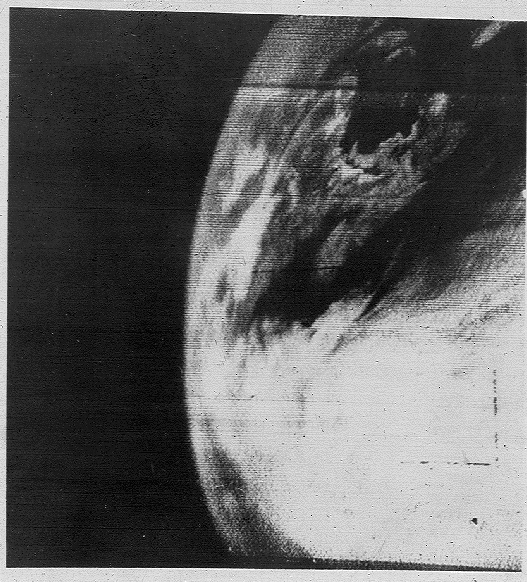
Изображение Земли из космоса (сделано с КА «Tiros-1»)

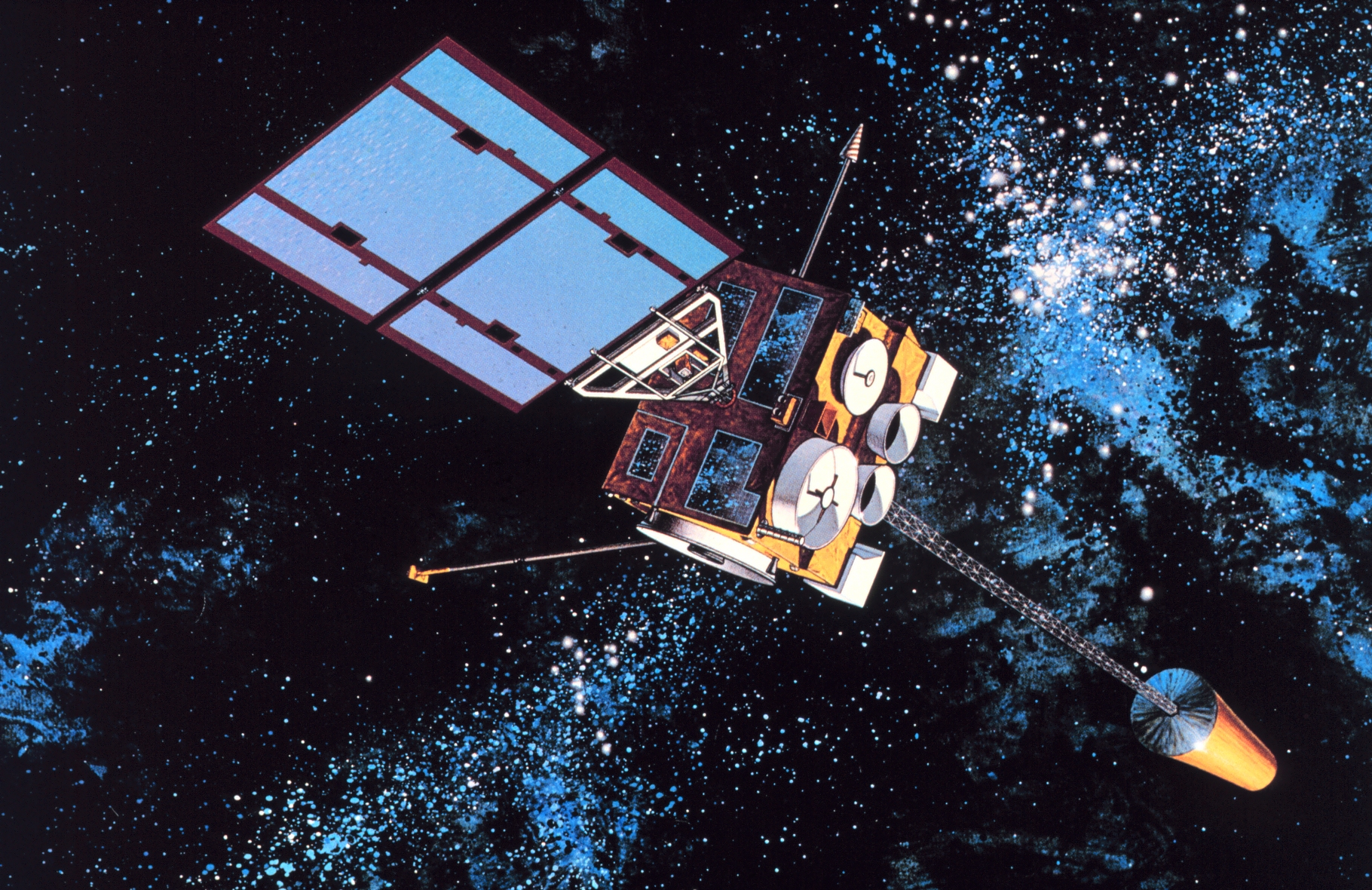
Метеоспутник GOES-8

На базе аппаратов «Тирос» в феврале 1966 года была развёрнута глобальная спутниковая система «Тирос».
С КА «Tiros-1» было получено изображение Земли из космоса.
В США применялись в разные годы спутники серий «Тирос», «Нимбус», «NOAA», «GOES».

### Метеоспутники в Европе
Европейским космическим агентством в разное время были созданные следующие метеорологические группировки и отдельные КА:
Meteosat 1-го поколения (1977—1997), ERS-1 (1991—2000), ERS-2(1995—2011), Meteosat 2-го поколения (2002-настоящее время), Envisat (2002—2012), MetOp (2006-настоящее время).

### Метеоспутники в Китае
В Китае используется серия спутников «Фэнъюнь».

## Действующие группировки метеорологических спутников

### Российская группировка
1. Восстановление отечественной группировки началось в 2009 году с запуска КА «Метеор-М» № 1 на солнечно-синхронную орбиту, который с 1 октября 2014 года выведен из оперативного использования, отработав гарантийный срок активного существования (5 лет)[6]. 28 ноября 2017 года запуск КА Метеор-М №2-1 прошёл неудачно — спутник на целевую орбиту не вышел[7]. Вывод на орбиту КА Метеор-М №2-2 произведен 5 июля 2019 года[8] По состоянию на 2020-й год в эксплуатации находятся 2 КА серии «Метеор-М» № 2, 2-2. Для развертывания штатной группировки в составе 4 КА производстве ещё 2 КА — № 2-4, 2-5.
2. В 2011 запущен КА «Электро-Л» № 1 на геостационарную орбиту, связь с которым была потеряна 5 октября 2016 года[9]. По состоянию на 2020-й год в эксплуатации находятся 2 КА серии «Электро-Л» — № 2 (с ограничениями) и № 3 (без ограничений)[10]. Для развертывания штатной группировки в составе 3 КА в орбитальных позициях 14 з. д., 76 в. д. 165 в. д. в производстве находятся КА № 4 и 5.
3. КА «Арктика-М» предназначен для работ на высокоэллиптической орбите типа «Молния». В производстве 2 КА данного типа[11].

В ОАО «Корпорация ВНИИЭМ» идут работы по созданию нового перспективного метеорологического космического комплекса «Метеор-МП» с одноимённым аппаратом в основе. Однако из-за сокращения финансирования запуск первого аппарата этого комплекса ожидается только в 2023 году вместо объявленного ранее 2016.